# Vânturile de la Marble Arch (colecție de povestiri)
Vânturile de la Marble Arch (2007) (titlu original The Winds of Marble Arch and Other Stories: A Connie Willis Compendium) este o culegere de povestiri aparținând scriitoarei americane Connie Willis. Ediția românească a fost împărțită în două volume, publicate la interval de un an unul de celălalt.

## Conținut
Povestirile din această culegere sunt grupate după categorii:
Buletine meteorologice
- Vânturile de la Marble Arch (The Winds of Marble Arch)
- Luna albăstruită (Blued Moon)
- Aidoma acelora pe care i-am cunoscut cândva (Just Like the Ones We Used to Know)
- Daisy, în soare (Daisy, in the Sun)

Corespondență personală
- O scrisoare de la familia Cleary (A Letter from the Clearys)
- Scrisoare informativă (Newsletter)

Ghizi de călătorie
- Cei care pândesc focul (Fire Watch)
- Non-stop spre Portales (Nonstop to Portales)

Amenzi pentru parcare și alte contravenții
- „Mult zgomot pentru nimic” (Ado)
- Fiicele mele iubite (All My Darling Daughters)
- În Cretacicul târziu (In the Late Cretaceous)

Regalitate
- Blestemul Regilor (The Curse of Kings)
- Chiar și Regina (Even the Queen)
- Hanul (Inn)

Chestiuni de viață și de moarte
- Samaritean (Samaritan)
- Recoltă pentru vânzare (Cash Crop)
- Jack (Jack)
- Ultimul Winnebago (The Last of the Winnebago)

Și după aceea
- Slujba de îngropăciune a morților (Service For the Burial of the Dead")
- Sufletul își alege o lume (The Soul Selects Her Own Society: Invasion and Repulsion: A Chronological Reinterpretation of Two of Emily Dickinson's Poems: A Wellsian Perspective)

Revelații
- Soartă (Chance)
- La Rialto (At the Rialto)
- Revelație (Epiphany)

Notă: Unele ediții limitate ale acestei cărți mai includ și alte trei texte, necolectate anterior (și care nu apar în traducerea românească):
- - Capra Corn
  - Substitution Trick
  - Bibliography - o listă cu toate povestirile SF ale lui Connie Willis

## Intriga

### Vânturile de la Marble Arch
Apărută pentru prima dată în numărul din octombrie-noiembrie 1999 al revistei Asimov's Science Fiction, nuvela face o paralelă între distrugerile provocate stațiilor de metrou londoneze în cel de-Al Doilea Război Mondial și viețile unora dintre oamenii de azi, a căror sensibilitate le permite să intre în legătură cu ororile acelor vremuri.
Nuvela a câștigat premiul Hugo pentru cea mai bună nuvelă în anul 2000 și a fost nominalizată la premiile British Fantasy, World Fantasy, precum și în sondajele Asimov's Readers' și Locus.

### Luna albăstruită
Nuveleta a fost publicată în numărul din ianuarie 1984 din Isaac Asimov's Science Fiction Magazine și a fost nominalizată la premiul Hugo și în sondajul Locus. Nuveleta relatează schimbările atmosferice produse de un experiment științific, care conduc la apariția unei imagini albastre a lunii. Acest lucru produce o serie de coincidențe bizare în viața unora dintre personaje.

### Aidoma acelora pe care i-am cunoscut cândva
Această nuvelă, apărută în numărul din decembrie 2003 al revistei Asimov's Science Fiction, a fost nominalizată la premiile Hugo și Nebula, precum și în sondajele Asimov's Readers' și Locus. Ea relatează efectele pe care o anomalie meteorologică, caracterizată prin zăpezi abundente căzute pe întreg teritoriul Statelor Unite, le are asupra populației.

### Daisy, în soare
Povestirea a fost publicată în numărul din noiembrie 1979 al revistei Galileo și prezintă efectele pe care le are asupra Pământului încălzirea exagerată provocată de exploziile solare. Povestirea a fost nominalizată atât în sondajul Locus, cât și la premiul Hugo.

### O scrisoare de la familia Cleary
Apărută în numărul din iulie 1982 al revistei Isaac Asimov's Science Fiction Magazine, povestirea descrie viața unui grup de supraviețuitori post-apocaliptici. În 1983, povestirea a fost recompensată cu Premiul Nebula pentru cea mai bună povestire și a ocupat locul al șaptelea în sondajul Locus.

### Scrisoare informativă
Nuveleta, publicată în numărul din decembrie 1997 al revistei Asimov's Science Fiction, a fost nominalizată la premiul Hugo și în sondajul Asimov's Readers', ocupând locul întâi în sondajul Locus. Ea prezintă o temă clasică a SF-ului, cea a posedării corpurilor umane de către entități extraterestre. De altfel, nuveleta face referire la o serie de filme care tratează acest subiect, printre care Invazia hoților de trupuri sau ecranizarea romanului lui Robert A. Heinlein Mânuitorii de zombi. În cazul de față invazia extraterestră are efecte benefice, oamenii „posedați” devenind mult mai buni, toleranți și responsabili, deși starea lor fizică se deteriorează continuu.

### Cei care pândesc focul
Aceasta este prima operă a lui Willis din ceea ce va deveni seria Călătoria în timp, din care mai fac parte romanele laureate Doomsday Book, To Say Nothing of the Dog și Blackout/All Clear. Nuveleta a fost cuprinsă în volumul al șaselea din Isaac Asimov's Science Fiction Anthology (1982) și a câștigat premiile Hugo, Nebula și SF Chronicle.
Acțiunea urmărește călătoria făcută în trecut de către un student la istorie, care încearcă să prevină bombardarea Catedralei Saint Paul din Londra în timpul celui de-Al Doilea Război Mondial. Experiența este menită să-l ajute la completarea lucrării de licență, dar în realitate are rolul de a-l scoate din lumea seacă a statisticilor istorice și de a-l face conștient de valoarea umană a fiecărei vieți.

### Non-stop spre Portales
Nuveleta a apărut în mai 1996 în volumul The Williamson Effect editat de Roger Zelazny în onoarea scriitorului Jack Williamson. Ea descrie excursia făcută de oamenii viitorului imaginat de Williamson în locurile în care acesta a crescut și a locuit.

### „Mult zgomot pentru nimic”
Publicată în numărul din ianuarie 1988 din Isaac Asimov's Science Fiction Magazine, povestirea reprezintă o satiră la adresa cenzurii actuale menite să evite eventuale discriminări. În textul de față, opera lui Shakespeare este mutilată până aproape la eliminare totală, pentru că aproape fiecare pasaj al ei discriminează o organizație care apără anumite drepturi.

### Fiicele mele iubite
Nuveleta, apărută pentru prima dată în culegerea de povestiri Fire Watch (1985), povestește despre un viitor în care tații procrează prin intermediul băncilor de spermă, educația copiilor născuți astfel fiind urmărită de grupuri de avocați.

### În Cretacicul târziu
Această povestire a apărut pentru prima dată în numărul din decembrie 1991 al publicației Isaac Asimov's Science Fiction Magazine. Câștigătoare a premiului HOMer și nominalizată la premiul Hugo, ea prezintă perioada de reorganizare a catedrei de paleontologie a unei universități, făcută din rațiuni de actualizare a modului de predare pentru a veni în întâmpinarea interesului studenților.

### Blestemul Regilor
Publicată în numărul din martie 1985 al revistei Isaac Asimov's Science Fiction Magazine, nuvela relatează descoperirea unei comori îngropate în vremuri imemoriale de o civilizație extraterestră care, între timp, a involuat.

### Chiar și Regina
Povestirea a apărut în Isaac Asimov's Science Fiction Magazine, numărul din aprilie 1992, și a cunoscut un succes deosebit, câștigând premiile Hugo, Nebula, SF Chronicle, sondajul Asimov's Readers' și fiind nominalizată la premiul Sturgeon.
Într-un viitor în care omenirea a eliminat toate problemele cauzate de fiziologie, un grup de femei ajunge la concluzia că menstruația reprezintă un element esențial al feminității lor. Prin urmare, cu toate neajunsurile pe care le aduce, sunt dispuse să elimine tratamentul care inhiba acest proces.

### Hanul
Apărută în numărul din decembrie 1993 al publicației Asimov's Science Fiction, nuveleta a ocupat locul întâi în sondajul Asimov's Readers'. Ea descrie un episod din periplul lui Iosif și al Mariei spre Betleem, călătorie despre care sursele biblice nu relatează aproape nimic. În povestire, cei doi rătăcesc drumul și pășesc printr-o poartă temporală care-i aduce la ușa unei biserici din secolul al XX-lea chiar înaintea sărbătorii de Crăciun, ale cărei baze le-au pus chiar ei, cu 2.000 de ani în urmă, la sfârșitul respectivului periplu, prin nașterea lui Iisus.

### Samaritean
Una dintre operele de început ale lui Willis, nuveleta a fost publicată în numărul din iulie 1978 al revistei Galileo. Ea prezintă situația unui urangutan care a învățat să comunice prin limbajul semnelor și care dorește să fie botezat în religia creștină, ceea ce ridică o serie de probleme etice.

### Recoltă pentru vânzare
Nuveleta a apărut în numărul din primăvara anului 1984 al publicației The Missouri Review și tratează situația unor coloniști spațiali care încearcă să îmbunătățească atât fondul lor genetic, cât și pe al culturilor lor, astfel încât să poată face față epidemiilor violente care îi pândesc pe noua lor planetă.

### Jack
Publicată în numărul din octombrie 1991 al revistei Isaac Asimov's Science Fiction Magazine, nuvela a fost nominalizată la premiile Hugo, Nebula și SF Chronicle. Ea relatează un episod din cel de-al Doilea Război Mondial, în care grupurilor de voluntari care caută victime sub dărâmături li se alătură oameni cu capacități deosebite, care detectează cu precizie locul în care trebuie săpat pentru a se ajunge la victime, precum și starea acestora.

### Ultimul Winnebago
Apărută în Isaac Asimov's Science Fiction Magazine, numărul din iulie 1988. nuvela a câștigat premiile Hugo, Nebula și SF Chronicle, clasându-se pe locul întâi în sondajul Asimov's Readers'.
Acțiunea se petrece în Arizona într-un viitor distopic în care vehiculele recreaționale sunt interzise, iar o pandemie a exterminat câinii. Ultimul eveniment a dus la crearea unei organizații care urmărește orice posibil delict comis împotriva animalelor și care ajunge să aibă puteri discreționare.

### Slujba de îngropăciune a morților
Povestirea a fost publicată în numărul din noiembrie 1982 al revistei The Magazine of Fantasy & Science Fiction. Ea relatează întâmplările dintr-o mică localitate, în care morții revin în mijlocul celor dragi sub forma unor strigoi care nu sunt conștienți despre faptul că au murit.

### Sufletul își alege o lume
Apărută în numărul din aprilie 1996 al publicației Asimov's Science Fiction, povestirea a câștigat premiul Hugo. Ea este scrisă sub forma unui eseu în care poezia lui Emily Dickinson este comentată prin prisma Războiului lumilor, despre care se pornește de la premisa că reprezintă o relatare istorică a lui H. G. Wells și nu o operă de ficțiune.

### Soartă
Nuveleta a fost publicată în numărul din mai 1986 al revistei Isaac Asimov's Science Fiction și a fost nominalizată la premiul World Fantasy. Ea prezintă regretele pe care o femeie le are în legătură cu alegerile făcute în tinerețea ei și cu felul în care își sacrifică viața actuală pentru a reda viață acelor întâmplări, aducându-le pe cursul dorit.

### La Rialto
Publicată în revista Omni în octombrie 1989, nuveleta a câștigat premiul Nebula, fiind nominalizată la premiile Hugo, SF Chronicle și ocupând locul 3 în sondajul Locus. Ea descrie o conferință internațională de fizică cuantică desfășurată la Rialto, în care toate principiile acestei ramuri ale fizicii se aplică evenimentelor și persoanelor reale, într-o exemplificare la scară mare.

### Revelație
Nuvela a apărut în noiembrie 1999 în volumul Mircales and Other Christmas Stories și a fost nominalizată la premiul Nebula. Ea relatează evenimentele premergătoare celei de-a Doua Veniri a lui Iisus, petrecută în zilele noastre, în care trei personaje călăuzite de o revelație iau în primire rolurile celor trei crai de la Răsărit.

## Opinii critice
Publishers Weekly este de părere că „Willis dă impresia că scrierea unor povestiri de ficțiune strălucitoare este facilă, într-o colecție de 23 de nuvele și povestiri care arată o gamă largă a sensibilității, de la tandrețe ('Hanul') și durere sfâșietoare ('Samaritean') la satiră mușcătoare ('Chiar și Regina') și sălbăticie sumbră ('Fiicele mele iubite').”
Milwaukee Journal Sentinel consideră că „alături de talentul scriitoricesc, conținutul științific, religios și literar al fiecărei povestiri a lui Willis va încânta cititorii. Povestirile ei sunt atât pompoase, cât și populare, atingând aproape orice subiect de la Shakespeare, Crăciun, filmele anilor '40, iubire și moarte, căsătorie și divorț, muzică și televiziune, până la ultimele descoperiri în domeniul fizicii și cum se gătește o gâscă. În The Winds of Marble Arch, dragostea lui Willis pentru recuzita ei și pentru capriciile sufletului omenesc - despre care scrie cu atâta abilitate - este prezentată pe larg.”
Rambles.net descrie astfel volumul: „Aici este reprezentată o largă varietate a operei lui Willis, astfel încât indiferent că ești un fan devotat sau te afli doar la început, cartea nu te poate dezamăgi.”

## Vezi și
- 2007 în științifico-fantastic